# Maizena

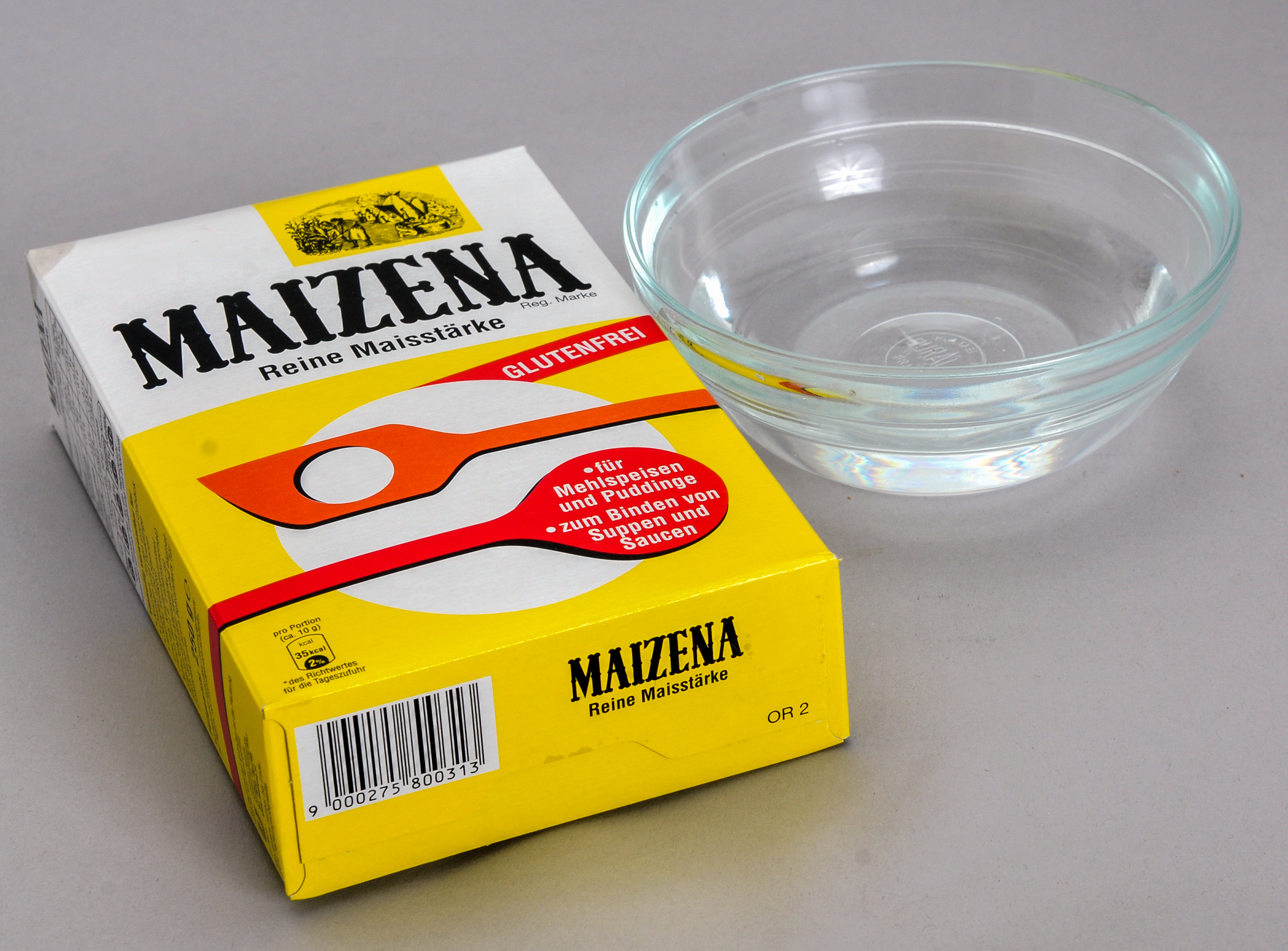
Maizena wird in kaltem Wasser angerührt

Die Maizena genannte Deutsche Maizena GmbH, nach 1918 Deutsche Maizena Werke AG, war ein Unternehmen, das auf die Herstellung stärkehaltiger Lebensmittel aus Getreide wie etwa Maizena, Mondamin und Weizenin spezialisiert war.

## Geschichte
Es wurde 1916 in Hamburg als Tochtergesellschaft des US-amerikanischen Unternehmens Corn Products Refining Corporation (CPC) gegründet, das bereits 1905 ein Verkaufsbüro in Hamburg zum Vertrieb seiner Stärkeprodukte in Deutschland eröffnet hatte. 1916 wurde Maizena auch als Warenzeichen registriert. Das Unternehmen besaß in Deutschland Fabriken und Vertriebsfilialen in Berlin, Hamburg, Kreuz (Ostbahn), Barby (erbaut 1922/1923, siehe Maizena-Werke Barby) und Krefeld.
Ab 1922 beteiligte sich Maizena an der Lebensmittelfabrik Knorr in Heilbronn. Nach dem Zweiten Weltkrieg verlagerte die westdeutsche Maizena die Produktion von Hamburg nach Krefeld. Auch in der DDR (d. h. im später enteigneten Werk Barby) wurde zunächst unter dem Namen Maizena, nach 1949 unter Maisan weiter produziert.
1958 erlangte Maizena die Aktienmehrheit an Knorr.
1987 wurde der Firmensitz nach Heilbronn verlegt. 1998 wurde CPC aufgespalten. Maizena kam zur Bestfoods benannten Nahrungsmittelsparte. Im Herbst 2000 wurde Bestfoods in den britisch-niederländischen Konzern Unilever integriert.

## Beschreibung
Das Produkt Maizena ist ein aus Mais gewonnenes, von Eiweiß, Fett und Fasern befreites Stärkemehl, das zum Binden und Andicken von Suppen, Saucen und Desserts oder Fondues verwendet wird.